# Cserna-Szabó András
Cserna-Szabó András (Szentes, 1974. március 9. –) József Attila-díjas (2010) magyar író, újságíró.

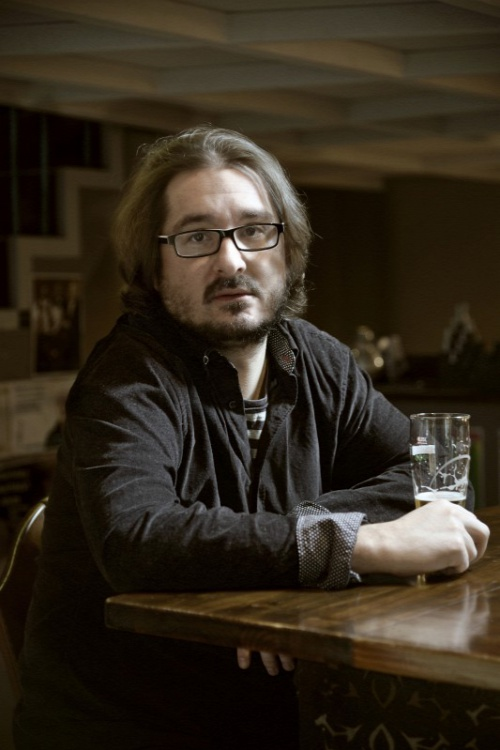
Szilágyi Lenke felvétele

## Életpályája
1992–1997 között a Pázmány Péter Katolikus Egyetem Bölcsészettudományi Karának hallgatója volt. 1997 óta rendszeresen publikál novellákat, esszéket, gasztronómiai írásokat. 1998–2000 között a Sárkányfű című irodalmi és művészeti folyóirat prózarovatát szerkesztette. 1998–2001 között a Magyar Konyha gasztronómiai folyóirat főmunkatársaként dolgozott. 2006–2009 között a Unit magazin főszerkesztője. 2012-től a Hévíz című irodalmi lap szerkesztője, 2018-tól főszerkesztője.

## Kötetei
- Fél négy (Séta tizenhét lépésben); novellák, Magvető, Budapest, 1998
- Friss irodalmi húsok. 24 fiatal magyar író válogatott irodalmi falatkái; szerkesztette, utószót írta: Cserna-Szabó András, illusztráció: Serfőző Magdolna, bevezette: Draveczky Balázs; Pallas Stúdió, Budapest, 2001
- Fél hét; novellák, Magvető, Budapest, 2001
- Félelem és reszketés Nagyhályogon; novellaciklus, Magvető, Budapest, 2003
- Levin körút. Hasnovellák, gasztroesszék; Ulpius-ház, Budapest, 2004
- Cserna-Szabó András–Darida Benedek: Jaj a legyőzötteknek, avagy Süssünk-főzzünk másnaposan. A macskajaj regénye 52 recepttel; Alexandra, Pécs, 2007
- Puszibolt; novellaciklus, Magvető, Budapest, 2008
- Mérgezett hajtűk; esszék, Magvető, Budapest, 2009
- Cserna-Szabó András–Fehér Béla: Ede a levesben. Gasztrokrimik; előszó Mikszáth Kálmán; Magvető–Mérték, Budapest, 2011
- Cserna-Szabó András–Darida Benedek: Nagy macskajajkönyv avagy Süssünk-főzzünk másnaposan; javított, bővített kiadás; Magvető, Budapest, 2012
- Szíved helyén épül már a halálcsillag; regény, Magvető, Budapest, 2013
- Veszett paradicsom. Novellák; Magvető, Budapest, 2014
- Sömmi. Kisromán; Magvető, Budapest, 2015
- Hévíz. Irodalmi antológia, 2012–2014; szerkesztő: Szálinger Balázs, Cserna-Szabó András; Magvető, Budapest, 2015
- A másik forradalom. Alternatív ötvenhat; szerkesztő: Cserna-Szabó András, Szálinger Balázs; Cser, Budapest, 2016
- 77 magyar pacal. Avagy a gyomor csodálatos élete; Magvető, Budapest, 2017
- Az abbé a fejével játszik; regény, Helikon, Budapest, 2018
- Kövi Pál: Erdélyi lakoma újratöltve. Irodalmi szakácskönyv; összeállította, szerkesztette: Cserna-Szabó András; Helikon, Budapest, 2019
- Mérgezett hajtűk. 10 új esszével; 2. bővített kiadás; Helikon, Budapest, 2019
- Extra dry (regény); Helikon, Budapest, 2020
- Rézi a páczban. Gasztronómiai írások; Helikon, Budapest, 2021
- Zerkó. Attila törpéje (regény); Helikon, Budapest, 2022
- Stay Brutal! 21 metáldal. 21 írás a metálról; Helikon, Budapest, 2023
- Budapest Nagyregény. Budapest Brand Nonprofit Zrt., Budapest, 2023 (társszerző)
- Az utolsó magyarok (novellák); Helikon, Budapest, 2024

### Idegen nyelven
- Lisa und der magische Wechselkern (fordította: Klára Kunsági) In: Nappali ház, German and English Special Issue, 1999
- The Greatest Baroque Metaphysical Poet of a Small City on the Great Plain; (fordította: Paul Olchvary) In: Hide and Seek, Contemporary Hungarian Literature, 2004

- Der größte Barockdichter von Szentes; (fordította: Terézia Mora) In: die horen, 1999/3.
- Margo; (fordította: Clemens Printz) In: die horen, 2014/3.
- La vânătoare de bolşevici; (fordította: George Volceanov) In: Cealaltă revoluție, Curtea Veche, Bucureşti, 2017
- Największy metafizyczny poeta barokowy w Szentes; (fordította: Maciej Sagata) In: Literatura na świecie, 2018/9-10.

## Színház, film
- 2005. Az üres csizmácskák éjszakája (forgatókönyv) Erdélyi Dániellel közösen
- 2006. Vendel tragédiája (színházi előadás) Zsámbéki Színházi Bázis. Rendezte: Jámbor József
- 2006. Polgári házasság (forgatókönyv; tévéfilm) Rendezte: M. Nagy Richárd
- 2011. Edina (rövidfilm) Rendezte: Lakos Nóra, az Egy nő azonosítása című novella alapján
- 2013. Nagyanyám köldöke (rövidfilm). Rendezte: Lakos Nóra, a Levin körút alapján
- 2017. Sömmi. (színházi előadás) K2 Társulat. Rendezte: Hegymegi Máté
- 2019. Puszibolt (színházi előadás) Janusz Egyetemi Színház, Pécs. Rendezte: Zakariás Máté

## Díjai
- Móricz Zsigmond-ösztöndíj (1999)
- Arany Fakanál-díj (Az V. Szentesi Lecsófőző Fesztivál fődíja – csapatban, 2006)
- Mészöly Miklós-díj (2008)
- Nemzeti Kulturális Alap alkotói ösztöndíja (2008)
- Emil-díj (2009)
- Artisjus-díj (2009)
- József Attila-díj (2010)
- Az év írója (antropos.hu közönségdíj, 2011)
- Szépíró-díj (2020)
- Erzsébetvárosi irodalmi ösztöndíj (2021)